# Championnat de Russie de football 1992
Navigation
Saison précédente (URSS) Saison suivante
La saison 1992 de Vyschaïa Liga est la première édition de la première division russe.
Lors de cette saison, le CSKA Moscou, champion d'URSS en titre, a tenté de remporter le premier titre de champion de Russie face aux dix-neuf meilleurs clubs de la nouvelle Russie.
Lors de la première phase, les vingt équipes ont été divisées en deux groupes de dix, elles ont alors été confrontées à deux reprises aux neuf autres équipes appartenant à leur groupe. Lors de la deuxième phase du championnat, les quatre premiers de chaque groupe se sont affrontés deux fois de plus pour se disputer la victoire finale et les six derniers de chaque groupe pour éviter la relégation.
Quatre places étaient qualificatives pour les compétitions européennes, la cinquième place étant celle du vainqueur de la Coupe de Russie 1992-1993.
C'est le Spartak Moscou qui a été sacré champion de Russie pour la première fois de son histoire.

## Clubs participants
Asmaral Moscou
CSKA Moscou
Dynamo Moscou
Lokomotiv Moscou
Spartak Moscou
Torpedo Moscou
L'intégralité des clubs participants sont issus de l'ancien championnat soviétique. Parmi ces clubs, six viennent directement du premier échelon, cinq des six équipes moscovites auxquelles s'ajoutent Spartak Vladikavkaz, tandis que onze autres viennent de la deuxième division et trois sont directement promus du troisième niveau.
Légende des couleurs
- Premier tour de la Ligue des champions 1992-1993
- Premier tour de la Coupe des coupes 1992-1993
- Premier tour de la Coupe UEFA 1992-1993
- Promu de deuxième division

| Club                     | Classement 1991 (ère soviétique) | Entraîneur                | Stade                | Capacité théorique |
| ------------------------ | -------------------------------- | ------------------------- | -------------------- | ------------------ |
| CSKA Moscou              | 1                                | Guennadi Kostylev         | Stade Loujniki       | 84 745             |
| Spartak Moscou           | 2                                | Oleg Romantsev            | Stade Loujniki       | 84 745             |
| Torpedo Moscou           | 3                                | Iouri Mironov (en)        | Stade Torpedo        | 13 200             |
| Dynamo Moscou            | 6                                | Valeri Gazzaev            | Stade Dynamo         | 36 540             |
| Spartak Vladikavkaz      | 11                               | Aleksandr Novikov         | Stade Spartak        | 32 600             |
| Lokomotiv Moscou         | 16                               | Iouri Siomine             | Stade Lokomotiv      | 28 800             |
| Rotor Volgograd          | 1 (D2)                           | Vladimir Faïzouline (en)  | Stade central        | 32 120             |
| Ouralmach Iekaterinbourg | 3 (D2)                           | Viktor Chichkine (en)     | Stade central        | 13 000             |
| Rostselmach Rostov       | 4 (D2)                           | Enver Ioulgouchov (en)    | Stade Rostselmach    | 15 600             |
| Lokomotiv Nijni Novgorod | 8 (D2)                           | Valeri Ovtchinnikov (en)  | Stade Lokomotiv      | 17 856             |
| Tekstilchtchik Kamychine | 11 (D2)                          | Sergueï Pavlov            | Stade Tekstilchtchik | 10 000             |
| Chinnik Iaroslavl        | 12 (D2)                          | Valeri Frolov (en)        | Stade Chinnik        | 19 000             |
| Fakel Voronej            | 13 (D2)                          | Valeri Nenenko (en)       | Stade central        | 31 800             |
| Dinamo Stavropol         | 16 (D2)                          | Aleksandr Irkhine (en)    | Stade Dinamo         | 16 000             |
| Zénith Saint-Pétersbourg | 18 (D2)                          | Viatcheslav Melnikov (en) | Stade Petrovski      | 21 745             |
| Dinamo-Gazovik Tioumen   | 20 (D2)                          | Alekseï Petrouchine       | Stade de Tioumen     | 12 500             |
| Kouban Krasnodar         | 21 (D2)                          | Igor Kalechine (en)       | Stade Kouban         | 32 000             |
| Asmaral Moscou           | 1 (D3, Centre)                   | Konstantin Beskov         | Stade Saliout        | 12 000             |
| Okean Nakhodka           | 1 (D3, Est)                      | Aleksandr Averianov       | Stade Vodnik         | 10 000             |
| Krylia Sovetov Samara    | 2 (D3, Centre)                   | Viktor Antikhovich (en)   | Stade Metallourg     | 33 220             |

### Changements d'entraîneur
| Club                     | Entraîneur partant        | Date de départ  | Entraîneur arrivant      | Date d'arrivée  |
| ------------------------ | ------------------------- | --------------- | ------------------------ | --------------- |
| Dinamo-Gazovik Tioumen   | Serhiy Morozov (en)       | 9 mai 1992      | Alekseï Petrouchine      | 10 mai 1992     |
| CSKA Moscou              | Pavel Sadyrine            | 18 juin 1992    | Guennadi Kostylev        | 19 juin 1992    |
| Rotor Volgograd          | Viktor Papaïev (en)       | 24 juin 1992    | Vladimir Faïzouline (en) | 25 juin 1992    |
| Fakel Voronej            | Fiodor Novikov (en)       | 12 juillet 1992 | Valeri Nenenko (en)      | 13 juillet 1992 |
| Dinamo Stavropol         | Boris Stoukalov (en)      | 19 juillet 1992 | Aleksandr Irkhine (en)   | 20 juillet 1992 |
| Kouban Krasnodar         | Iouri Marouchkine (en)    | 22 juillet 1992 | Igor Kalechine (en)      | 23 juillet 1992 |
| Chinnik Iaroslavl        | Stanislav Vorotiline (en) | 1er août 1992   | Valeri Frolov (en)       | 2 août 1992     |
| Torpedo Moscou           | Ievgueni Skomorokhov (en) | 8 août 1992     | Iouri Mironov (en)       | 9 août 1992     |
| Ouralmach Iekaterinbourg | Nikolaï Agafonov (en)     | 29 août 1992    | Viktor Chichkine (en)    | 30 août 1992    |

## Compétition

### Qualifications en coupes d'Europe
À l'issue de la saison, le champion s'est qualifié pour le premier tour de la Ligue des champions 1993-1994.
Le vainqueur de la Coupe de Russie 1992-1993 s'est qualifié pour le premier tour de la Coupe des coupes 1993-1994.
Les trois places en Coupe UEFA 1993-1994 sont quant à elles revenues au deuxième, au troisième et au quatrième du tour des champions. Ces places étaient qualificatives pour le premier tour de la compétition.

### Première phase
Le classement est établi sur l'ancien barème de points (victoire à 2 points, match nul à 1, défaite à 0).
Pour départager les équipes à égalité de points, on tient d'abord compte des confrontations directes, puis de la différence de buts générale et du nombre de buts marqués et enfin si la qualification ou la relégation est en jeu, les deux équipes jouent une rencontre d'appui sur terrain neutre.
| Rang | Équipe                     | Pts | J  | G  | N | P  | Bp | Bc | Diff |
| ---- | -------------------------- | --- | -- | -- | - | -- | -- | -- | ---- |
| 1    | Dynamo Moscou              | 24  | 18 | 10 | 4 | 4  | 35 | 16 | +19  |
| 2    | Lokomotiv Moscou           | 24  | 18 | 9  | 6 | 3  | 23 | 14 | +9   |
| 3    | Spartak Vladikavkaz        | 23  | 18 | 9  | 5 | 4  | 31 | 18 | +13  |
| 4    | CSKA Moscou T              | 23  | 18 | 9  | 5 | 4  | 29 | 20 | +9   |
| 5    | Tekstilchtchik Kamychine P | 21  | 18 | 8  | 5 | 5  | 20 | 17 | +3   |
| 6    | Ouralmach Iekaterinbourg P | 19  | 18 | 8  | 3 | 7  | 28 | 29 | -1   |
| 7    | Okean Nakhodka P           | 18  | 18 | 7  | 4 | 7  | 24 | 25 | -1   |
| 8    | Fakel Voronej P            | 14  | 18 | 4  | 6 | 8  | 10 | 19 | -9   |
| 9    | Dinamo Stavropol P         | 9   | 18 | 4  | 1 | 13 | 14 | 31 | -17  |
| 10   | Dinamo-Gazovik Tioumen P   | 5   | 18 | 2  | 1 | 15 | 11 | 36 | -25  |

| Légende : Qualifications et relégations | Légende : Qualifications et relégations  |
| --------------------------------------- | ---------------------------------------- |
|                                         | Qualification pour le groupe championnat |
|                                         | Qualification pour le groupe relégation  |
|                                         | P : Promu de deuxième division           |

##### Résultats
| Résultats (▼dom., ►ext.)                                   | DMO | LOK | SPV | CSKA | TEK | OUR | OKE | FAK | DST | DTI |
| Dynamo Moscou                                              |     | 0-0 | 3-1 | 2-1  | 4-0 | 6-2 | 3-0 | 5-0 | 3-1 | 1-0 |
| Lokomotiv Moscou                                           | 2-0 |     | 0-3 | 0-0  | 1-0 | 1-0 | 2-1 | 0-0 | 3-0 | 3-1 |
| Spartak Vladikavkaz                                        | 0-0 | 0-0 |     | 2-0  | 2-2 | 2-0 | 3-1 | 2-1 | 2-1 | 4-1 |
| CSKA Moscou                                                | 4-1 | 1-1 | 2-4 |      | 1-0 | 2-1 | 2-0 | 2-0 | 3-0 | 3-0 |
| Tekstilchtchik Kamychine                                   | 1-1 | 3-1 | 3-2 | 1-1  |     | 3-0 | 1-0 | 1-0 | 1-0 | 1-0 |
| Ouralmach Iekaterinbourg                                   | 2-1 | 3-1 | 1-1 | 1-1  | 1-0 |     | 1-3 | 1-0 | 4-1 | 5-2 |
| Okean Nakhodka                                             | 1-1 | 1-3 | 2-1 | 5-2  | 2-0 | 1-1 |     | 0-0 | 2-0 | 1-0 |
| Fakel Voronej                                              | 1-0 | 1-1 | 0-0 | 1-1  | 1-1 | 0-1 | 0-1 |     | 2-1 | 1-0 |
| Dinamo Stavropol                                           | 0-3 | 0-1 | 0-2 | 1-2  | 0-0 | 2-1 | 2-1 | 2-1 |     | 3-0 |
| Dinamo-Gazovik Tioumen                                     | 0-1 | 0-3 | 1-0 | 0-1  | 0-2 | 2-3 | 3-3 | 0-1 | 1-0 |     |
| - Victoire à domicile - Match nul - Victoire à l'extérieur |     |     |     |      |     |     |     |     |     |     |

| Rang | Équipe                     | Pts | J  | G  | N | P  | Bp | Bc | Diff |
| ---- | -------------------------- | --- | -- | -- | - | -- | -- | -- | ---- |
| 1    | Spartak Moscou             | 28  | 18 | 11 | 6 | 1  | 35 | 9  | +26  |
| 2    | Asmaral Moscou P           | 26  | 18 | 11 | 4 | 3  | 34 | 21 | +13  |
| 3    | Lokomotiv Nijni Novgorod P | 23  | 18 | 7  | 9 | 2  | 16 | 11 | +5   |
| 4    | Rostselmach Rostov P       | 20  | 18 | 7  | 6 | 5  | 20 | 17 | +3   |
| 5    | Krylia Sovetov Samara P    | 18  | 18 | 5  | 8 | 5  | 12 | 19 | -7   |
| 6    | Torpedo Moscou C           | 17  | 18 | 7  | 3 | 8  | 20 | 20 | 0    |
| 7    | Rotor Volgograd P          | 16  | 18 | 6  | 4 | 8  | 23 | 19 | +4   |
| 8    | Zénith Saint-Pétersbourg P | 14  | 18 | 4  | 6 | 8  | 21 | 35 | -14  |
| 9    | Kouban Krasnodar P         | 12  | 18 | 3  | 6 | 9  | 19 | 30 | -11  |
| 10   | Chinnik Iaroslavl P        | 6   | 18 | 1  | 4 | 13 | 11 | 30 | -19  |

| Légende : Qualifications et relégations | Légende : Qualifications et relégations                                      |
| --------------------------------------- | ---------------------------------------------------------------------------- |
|                                         | Qualification pour le groupe championnat                                     |
|                                         | Qualification pour le groupe relégation                                      |
|                                         | P : Promu de deuxième division C : Vainqueur de la Coupe de Russie 1992-1993 |

| Résultats (▼dom., ►ext.)                                   | SMO | ASM | LNN | ROS | KRY | TOR | ROT | ZEN | KOU | CHI |
| Spartak Moscou                                             |     | 5-1 | 1-0 | 2-0 | 5-0 | 1-1 | 1-0 | 4-0 | 2-1 | 0-0 |
| Asmaral Moscou                                             | 1-1 |     | 0-0 | 1-0 | 0-0 | 2-1 | 2-1 | 8-3 | 3-1 | 1-2 |
| Lokomotiv Nijni Novgorod                                   | 0-0 | 2-1 |     | 1-1 | 1-0 | 1-0 | 1-0 | 0-0 | 3-3 | 2-0 |
| Rostselmach Rostov                                         | 0-0 | 0-1 | 0-0 |     | 1-1 | 2-1 | 1-3 | 1-0 | 1-1 | 2-0 |
| Krylia Sovetov Samara                                      | 1-1 | 1-2 | 1-1 | 1-0 |     | 2-1 | 0-0 | 1-0 | 1-0 | 1-0 |
| Torpedo Moscou                                             | 0-3 | 1-2 | 0-1 | 1-1 | 2-0 |     | 1-0 | 1-2 | 0-0 | 1-0 |
| Rotor Volgograd                                            | 1-3 | 0-0 | 3-0 | 1-3 | 3-0 | 0-1 |     | 6-1 | 1-3 | 1-0 |
| Zénith Saint-Pétersbourg                                   | 2-0 | 2-4 | 1-1 | 1-2 | 0-0 | 2-3 | 1-1 |     | 1-0 | 2-0 |
| Kouban Krasnodar                                           | 1-5 | 1-2 | 0-0 | 0-2 | 0-0 | 1-3 | 0-1 | 2-2 |     | 2-1 |
| Chinnik Iaroslavl                                          | 0-1 | 0-3 | 0-2 | 2-3 | 2-2 | 0-2 | 1-1 | 1-1 | 2-3 |     |
| - Victoire à domicile - Match nul - Victoire à l'extérieur |     |     |     |     |     |     |     |     |     |     |

### Deuxième phase
Le classement est établi sur l'ancien barème de points (victoire à 2 points, match nul à 1, défaite à 0).
Pour départager les équipes à égalité de points, on tient d'abord compte des confrontations directes, puis de la différence de buts générale et du nombre de buts marqués et enfin si la qualification ou la relégation est en jeu, les deux équipes jouent une rencontre d'appui sur terrain neutre.
| Rang | Équipe                     | Pts | J  | G  | N | P | Bp | Bc | Diff |
| ---- | -------------------------- | --- | -- | -- | - | - | -- | -- | ---- |
| 1    | Spartak Moscou C           | 24  | 14 | 10 | 4 | 0 | 36 | 12 | +24  |
| 2    | Spartak Vladikavkaz        | 17  | 14 | 7  | 3 | 4 | 26 | 20 | +6   |
| 3    | Dynamo Moscou              | 16  | 14 | 6  | 4 | 4 | 26 | 21 | +5   |
| 4    | Lokomotiv Moscou           | 15  | 14 | 5  | 5 | 4 | 14 | 15 | -1   |
| 5    | CSKA Moscou T              | 14  | 14 | 5  | 4 | 5 | 25 | 19 | +6   |
| 6    | Lokomotiv Nijni Novgorod P | 11  | 14 | 2  | 7 | 5 | 10 | 18 | -8   |
| 7    | Asmaral Moscou P           | 9   | 14 | 3  | 3 | 8 | 17 | 36 | -19  |
| 8    | Rostselmach Rostov P       | 6   | 14 | 1  | 4 | 9 | 3  | 16 | -13  |

| Légende : Qualifications et relégations | Légende : Qualifications et relégations            |
| --------------------------------------- | -------------------------------------------------- |
|                                         | Premier tour de la Ligue des champions 1993-1994   |
|                                         | Premier tour de la Coupe UEFA 1993-1994            |
|                                         | T : Tenant du titre P : Promu de deuxième division |

##### Résultats
| Résultats (▼dom., ►ext.)                                   | SMO | SPV | DMO | LMO | CSKA | LNN | ASM | ROS |
| Spartak Moscou                                             |     | 5-0 | 4-3 | 4-1 | 1-1  |     |     |     |
| Spartak Vladikavkaz                                        | 2-5 |     |     |     |      | 4-0 | 3-0 | 1-0 |
| Dynamo Moscou                                              | 2-5 |     |     |     |      | 1-1 | 6-1 | 1-1 |
| Lokomotiv Moscou                                           | 0-1 |     |     |     |      | 1-1 | 1-4 | 1-0 |
| CSKA Moscou                                                | 1-2 |     |     |     |      | 0-2 | 4-1 | 4-0 |
| Lokomotiv Nijni Novgorod                                   |     | 1-3 | 0-2 | 1-3 | 1-1  |     |     |     |
| Asmaral Moscou                                             |     | 3-3 | 1-3 | 0-3 | 2-5  |     |     |     |
| Rostselmach Rostov                                         |     | 1-0 | 0-2 | 0-1 | 0-1  |     |     |     |
| - Victoire à domicile - Match nul - Victoire à l'extérieur |     |     |     |     |      |     |     |     |

#### Groupe relégation
| Rang | Équipe                     | Pts | J  | G  | N | P  | Bp | Bc | Diff |
| ---- | -------------------------- | --- | -- | -- | - | -- | -- | -- | ---- |
| 9    | Ouralmach Iekaterinbourg P | 30  | 22 | 12 | 6 | 4  | 40 | 21 | +19  |
| 10   | Tekstilchtchik Kamychine P | 28  | 22 | 12 | 4 | 6  | 23 | 13 | +10  |
| 11   | Torpedo Moscou C           | 28  | 22 | 12 | 4 | 6  | 27 | 17 | +10  |
| 12   | Rotor Volgograd P          | 26  | 22 | 11 | 4 | 7  | 35 | 22 | +13  |
| 13   | Okean Nakhodka P           | 25  | 22 | 10 | 5 | 7  | 26 | 26 | 0    |
| 14   | Krylia Sovetov Samara P    | 25  | 22 | 9  | 7 | 6  | 22 | 16 | +6   |
| 15   | Dinamo Stavropol P         | 24  | 22 | 10 | 4 | 8  | 27 | 23 | +4   |
| 16   | Zénith Saint-Pétersbourg P | 24  | 22 | 9  | 6 | 7  | 30 | 25 | +5   |
| 17   | Fakel Voronej P            | 22  | 22 | 9  | 4 | 9  | 17 | 17 | 0    |
| 18   | Kouban Krasnodar P         | 14  | 22 | 4  | 6 | 12 | 16 | 35 | -19  |
| 19   | Chinnik Iaroslavl P        | 11  | 22 | 3  | 5 | 14 | 19 | 34 | -15  |
| 20   | Dinamo-Gazovik Tioumen P   | 7   | 22 | 3  | 1 | 18 | 16 | 49 | -33  |

| Légende : Qualifications et relégations | Légende : Qualifications et relégations                                      |
| --------------------------------------- | ---------------------------------------------------------------------------- |
|                                         | Premier tour de la Coupe des coupes 1993-1994                                |
|                                         | Relégation en deuxième division                                              |
|                                         | P : Promu de deuxième division C : Vainqueur de la Coupe de Russie 1992-1993 |

##### Résultats
| Résultats (▼dom., ►ext.)                                   | OUR | TEK | TOR | ROT | OKE | KRY | DST | ZEN | FAK | KOU | CHI | DTI |
| Ouralmach Iekaterinbourg                                   |     |     | 1-0 | 2-1 |     | 2-0 |     | 1-1 |     | 6-0 | 2-0 |     |
| Tekstilchtchik Kamychine                                   |     |     | 3-0 | 1-0 |     | 1-1 |     | 0-0 |     | 1-0 | 3-1 |     |
| Torpedo Moscou                                             | 1-1 | 1-0 |     |     | 2-0 |     | 0-1 |     | 2-1 |     |     | 3-0 |
| Rotor Volgograd                                            | 2-2 | 2-1 |     |     | 2-0 |     | 2-1 |     | 2-0 |     |     | 3-2 |
| Okean Nakhodka                                             |     |     | 0-0 | 0-2 |     | 1-0 |     | 3-2 |     | 2-0 | 3-2 |     |
| Krylia Sovetov Samara                                      | 1-1 | 2-0 |     |     | 3-1 |     | 0-0 |     | 1-0 |     |     | 4-0 |
| Dinamo Stavropol                                           |     |     | 1-0 | 4-2 |     | 0-3 |     | 3-0 |     | 3-0 | 1-0 |     |
| Zénith Saint-Pétersbourg                                   | 1-0 | 0-1 |     |     | 3-0 |     | 2-0 |     | 2-0 |     |     | 4-0 |
| Fakel Voronej                                              |     |     | 1-1 | 1-0 |     | 1-0 |     | 1-0 |     | 2-0 | 1-0 |     |
| Kouban Krasnodar                                           | 0-0 | 0-2 |     |     | 1-1 |     | 2-2 |     | 0-2 |     |     | 2-1 |
| Chinnik Iaroslavl                                          | 0-4 | 2-0 |     |     | 1-2 |     | 0-0 |     | 1-1 |     |     | 3-0 |
| Dinamo-Gazovik Tioumen                                     |     |     | 1-2 | 0-3 |     | 1-0 |     | 1-3 |     | 1-0 | 1-2 |     |
| - Victoire à domicile - Match nul - Victoire à l'extérieur |     |     |     |     |     |     |     |     |     |     |     |     |

## Statistiques

### Meilleurs buteurs
Bien que Iouri Matveïev de l'Ouralmach Iekaterinbourg finisse statistiquement meilleur buteur, c'est Vali Gasimov du Dynamo Moscou qui est officiellement désigné meilleur buteur, car ni Iouri Matveïev ni Oleg Garine (en) n'ont pris part au groupe pour le titre lors de la deuxième phase du championnat.
| Rang | Joueur                      | Club                     | Buts |
| ---- | --------------------------- | ------------------------ | ---- |
| 1    | Iouri Matveïev              | Ouralmach Iekaterinbourg | 20   |
| 2    | Oleg Garine (en)            | Okean Nakhodka           | 16   |
| 2    | Vali Gasimov                | Dynamo Moscou            | 16   |
| 4    | Vladimir Koulik             | Zénith Saint-Pétersbourg | 13   |
| 4    | Kirill Rybakov (en)         | Asmaral Moscou           | 13   |
| 6    | Dmitri Radchenko            | Spartak Moscou           | 12   |
| 6    | Nazim Suleymanov            | Spartak Vladikavkaz      | 12   |
| 8    | Roustiam Fakhroutdinov (en) | Krylia Sovetov Samara    | 10   |
| 8    | Aleksandr Grichine (en)     | CSKA Moscou              | 10   |
| 8    | Guennadi Grichine (en)      | Torpedo Moscou           | 10   |
| 8    | Igor Lediakhov              | Spartak Moscou           | 10   |
| 8    | Oleg Veretennikov           | Rotor Volgograd          | 10   |

## Les 33 meilleurs joueurs de la saison
À l'issue de la saison, la fédération russe de football désigne les 33 meilleurs joueurs du championnat (ru).
Gardien
1. Stanislav Tchertchessov (Spartak Moscou)
2. Dmitri Kharine (CSKA Moscou)
3. Sergueï Ovtchinnikov (Lokomotiv Moscou)

Défenseurs
1. Dmitri Khlestov (Spartak Moscou)
2. Khakim Fuzailov (Lokomotiv Moscou)
3. Alekseï Gouchtchine (en) (CSKA Moscou)

1. Igor Skliarov (Dynamo Moscou)
2. Andreï Tchernychov (Spartak Moscou)
3. Sergueï Podpaly (Lokomotiv Moscou)

1. Viktor Onopko (Spartak Moscou)
2. Kakhaber Tskhadadze (Spartak Moscou/Dynamo Moscou)
3. Sergueï Fokine (CSKA Moscou)

1. Sergueï Kolotovkine (en) (CSKA Moscou)
2. Andreï Afanasiev (en) (Torpedo Moscou)
3. Andreï Ivanov (Spartak Moscou)

Milieux de terrain
1. Valeri Karpine (Spartak Moscou)
2. Igor Simutenkov (Dynamo Moscou)
3. Dmitri Cheryshev (Lokomotiv Nijni Novgorod)

1. Andreï Piatnitski (Spartak Moscou)
2. Omari Tetradze (Dynamo Moscou)
3. Mirjalol Qosimov (Spartak Vladikavkaz)

1. Igor Lediakhov (Spartak Moscou)
2. Andreï Kobelev (Dynamo Moscou)
3. Bakhva Tedeïev (en) (Spartak Vladikavkaz)

1. Dmitri Popov (Spartak Moscou)
2. Yuriy Kalitvintsev (en) (Dynamo Moscou)
3. Nazim Suleymanov (Spartak Vladikavkaz)

Attaquants
1. Dimitri Radchenko (Spartak Moscou)
2. Iouri Matveïev (Ouralmach Iekaterinbourg)
3. Oleg Garine (en) (Okean Nakhodka)

1. Vali Gasimov (Spartak Moscou/Dynamo Moscou)
2. Ilshat Faïzouline (CSKA Moscou)
3. Vladimir Niederhaus (Rotor Volgograd)

## Bilan de la saison
| Championnat de Russie de football 1992    |                            |
| Champion                                  | Spartak Moscou (1er titre) |
| Coupes et trophées                        |                            |
| Vainqueur de la Coupe de Russie 1992-1993 | Torpedo Moscou             |
| Qualifications continentales              |                            |
| Ligue des champions 1993-1994             | Spartak Moscou             |
| Coupe des coupes 1993-1994                | Torpedo Moscou             |
| Coupe UEFA 1993-1994                      | Dynamo Moscou              |
| Coupe UEFA 1993-1994                      | Lokomotiv Moscou           |
| Coupe UEFA 1993-1994                      | Spartak Vladikavkaz        |
| Promotions et relégations                 |                            |
| Promus en première division               | Jemtchoujina Sotchi        |
| Promus en première division               | Kamaz Naberejnye Tchelny   |
| Promus en première division               | Luch Vladivostok           |
| Relégués en deuxième division             | Chinnik Iaroslavl          |
| Relégués en deuxième division             | Dinamo-Gazovik Tioumen     |
| Relégués en deuxième division             | Fakel Voronej              |
| Relégués en deuxième division             | Kouban Krasnodar           |
| Relégués en deuxième division             | Zénith Saint-Pétersbourg   |